# Safarnama
Safarnāma (del persa سفرنامه), es un libro autobiográfico escrito por el filósofo y poeta persa Naser Josrow (1003-1077) que relata su viaje de siete años por las principales ciudades del mundo islámico del siglo XI. Safarnāma fue una de las primeras obras prosaicas importantes escritas en el idioma neo-persa y tuvo un impacto importante en el desarrollo de la literatura persa posterior.

## Autor
Naser Josrow fue una de las figuras más influyentes en el desarrollo de la poesía y filosofía persa medieval. También es una figura sumamente importante para el desarrollo del ismailismo y su propagación en la región de Badajsán. Su legado literario incluye numerosos poemas y tratados filosóficos. Con todo ello, es poco lo que se sabe sobre su vida antes del viaje relatado en Safarnāma. Naser Josrow obtuvo una buena formación, lo que se deduce a partir de sus conocimientos en todas las ciencias de la época que muestra en su relato. Eso le permitió convertirse en un funcionario de Estado en Merv en Jorasán primero bajo los Gaznávidas y posteriormente bajo los Selyúcidas. Hacia 1045 Naser Josrow decide realizar la peregrinación a La Meca (el hach). El propio autor lo describe como un sueño en el que una voz que lo incitó realizar el hach como una forma de purificación espiritual, señalando hacia Alquibla. Como resultado, Naser Josrow decide abandonar todos los bienes terrenales, renunciar a su posición y hacer una peregrinación a La Meca. 

## Contexto político
Naser Josrow dejó Jorasán cuando la provincia pasaba por un momento de la crisis económica y la inestabilidad política de la región. El rápido avance de los Selyúcidas llevó a la caída de las principales ciudades Merv (1037), Nishapur (1038) y Balh (1040). Chagra-bek, el hermano del líder de la dinastía Togrul-bek, fue nombrado emir de Jorasán.

## Viaje

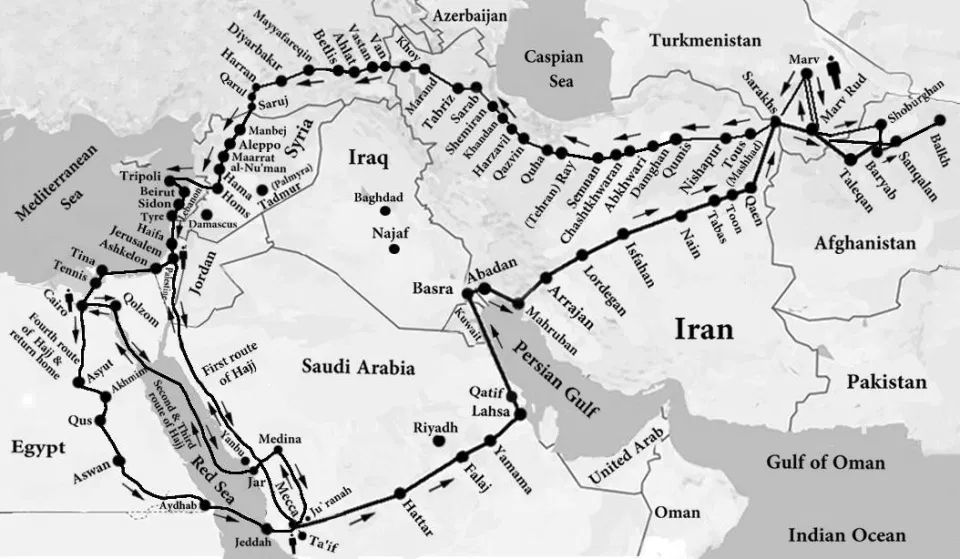
Ruta de viaje de Naser Josrow

En marzo de 1046 Naser Josrow comienza su viaje y desde Merv se dirige a Nishapur, donde en vez de unirse a la caravana que se dirigía al Hiyaz, marchó hacia Rey, Qazwin, Tabriz, Diyarbekr, hasta llegar a territorio de Siria, Alepo y Trípoli, donde empezaban los dominios del Califato Fatimí, liderado por al-Mustanṣir bi-llāh (1036-1094). Al llegar a la ciudad de Ma’arra al-Nusman Nasir en el oeste de Siria, Naser Josrow dejó un breve relato sobre el famoso poeta y filósofo ciego Abu al-ʿAlaʾ al-Maʿarri:
Aunque era ciego, era el jefe de la ciudad y era muy rico, tenía muchos esclavos y sirvientes. Cada uno en la ciudad era como un esclavo para él, pero él mismo había elegido la vida ascética […] Este hombre ha alcanzado tal rango en poesía y literatura que todos los sabios de Siria, el Magreb e Irak confiesan que en esta época no hay nadie de estatura comparable.
A través de Beirut llegó a Acre, donde realizó una serie de viajes a lugares sagrados y a través de Haifa llegó a Jerusalén. La descripción de Jerusalén, junto con la descripción de El Cairo y las ciudades sagradas La Meca y Medina ocupan una gran parte de la narración, debido a su importancia para el Islam. Después de su estancia en Jerusalén, se dirige a Ascalón, y por la vía marítima llega a Egipto, el corazón del Imamato Fatimí.
Naser Josrow encontró Egipto en el auge de su poder, mientras que el califa es elogiado por su generosidad y también por el hecho de que respeta la riqueza ajena además de la propia y no envidia a nadie. 
¿Qué riqueza debe haber para que el gobernante no cause injusticia y para que los súbditos no oculten nada?
En El Cairo Naser Josrow informa de casas de hasta catorce pisos en las que viven 350 personas, los grandes mercados que abundaban con productos de otras partes del mundo, las cuatro mezquitas principales de la ciudad: Al-Azhar, an-Nur, al-Hakim, al-Mu’izz y la apertura del Canal Khalij en el Nilo que representaba una gran ceremonia para toda la ciudad. 
Vi tanta riqueza allí que, si la describiera, la gente de Persia nunca lo creería. No pude descubrir un fin o límite para su riqueza, y nunca vi tanta facilidad y seguridad en ninguna parte.
Después de la peregrinación a La Meca, Naser Josrow regresó a Egipto y pasó un año entero en las cercanías del califa, cuando presuntamente se llevó a cabo su conversión al ismāʿīlīsmo y la instrucción.
En 1050, Naser Josrow partió por última vez desde El Cairo hacia La Meca, después de la fiesta del sacrificio. Tras una estancia en la ciudad del Profeta el 4 de mayo de 1051 abandonó el Hiyaz y finalmente se dirigió a su región nativa. Eligió la ruta a través del desierto de Arabia, a lo largo de la costa del Golfo y a través de Persia finalmente llegó a Balj en octubre del año 1052, siete años después de su partida. 
A su regreso, Naser Josrow se dedicó por completo a promover el ismailismo en Jorasán como da’i (misionero). Sin embargo, como resultado, pronto perdió el favor de los gobernantes sunitas selyúcidas y fue desterrado a la zona de Yamgan en las montañas de Pamir, donde pasó los últimos años de su vida de un príncipe ismailí local, escribiendo sus principales tratados poéticos y filosóficos.